# Grosz z nieba
Grosz z nieba – amerykańska komedia muzyczna z 1981 roku na podstawie scenariusza serialu TV Dennisa Pottera.

## Fabuła
Akcja filmu dzieje się w Chicago lat 30. Arthur Parker jest sprzedawcą muzyki, któremu się nie powodzi w fachu. Jest żonaty z Joan, ale kiedy spotyka nauczycielkę w sklepie muzycznym, zakochuje się w niej.

## Obsada
- Steve Martin – Arthur Parker
- Bernadette Peters – Eileen "Lulu"
- Christopher Walken – Tom
- Jessica Harper – Joan Parker
- John McMartin – Pan Warner
- John Karlen – Detektyw
- Jay Garner – Bankier
- Robert Fitch – Al
- Tommy Rall – Ed

i inni

## Nagrody i nominacje
Oscary za rok 1981
- Najlepszy scenariusz adaptowany – Dennis Potter (nominacja)
- Najlepsze kostiumy – Bob Mackie (nominacja)
- Najlepszy dźwięk – Michael J. Kohut, Jay M. Harding, Richard Tyler, Al Overton Jr. (nominacja)

Złote Globy 1981
- Najlepsza aktorka w komedii/musicalu – Bernadette Peters
- Najlepsza komedia/musical (nominacja)
- Najlepszy aktor w komedii/musicalu – Steve Martin (nominacja)